# Stazione di Terzolas
La stazione di Terzolas è una stazione ferroviaria della linea Trento-Malé-Mezzana, inaugurata nel 1964 in sostituzione della preesistente tranvia che si trova nel comune di Terzolas.

## Strutture e impianti
Il fabbricato viaggiatori è una costruzione in muratura. Si sviluppa su tre livelli di cui solo il piano terra è fruibile da parte dei viaggiatori.
Il piazzale è composto da due binari: il secondo è di corsa il primo viene usato per le eventuali precedenze.

## Movimento
La stazione è servita dalle relazioni Trentino Trasporti esercizio Trento FTM – Malé e Trento FTM – Mezzana, ad eccezione di alcune corse dirette. L'impianto è escluso dal servizio Mostizzolo – Mezzana.

## Servizi
La stazione dispone di:
- Sala d'attesa